# Sphenomorphus pratti
Sphenomorphus pratti este o specie de șopârle din genul Sphenomorphus, familia Scincidae, descrisă de Boulenger 1903. Conform Catalogue of Life specia Sphenomorphus pratti nu are subspecii cunoscute.